# 딕 그로트

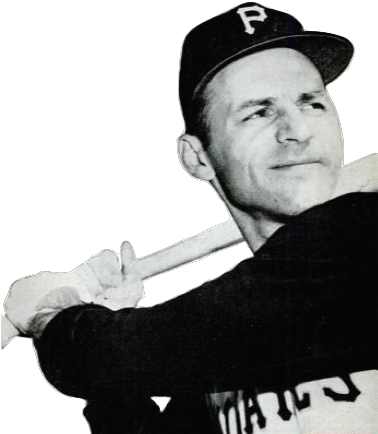
1960년 모습

딕 그로트(Dick Groat, 본명: 리처드 모로우 그로트, Richard Morrow Groat, 1930년 11월 4일 ~ 2023년 4월 27일)는 미국의 프로 야구 및 농구 선수로, 메이저 리그 베이스볼에서 8번의 올스타 유격수이자 2번의 월드 시리즈 챔피언이었다. 미국 스포츠 역사상 가장 뛰어난 두 가지 스포츠 선수 중 한 명, 야구와 농구 분야의 대학 전미 선수, 프로 수준에서 두 가지 모두를 뛴 13명 중 한 명으로 평가한다.
그로트는 1960년 세계 챔피언 피츠버그 파이어리츠에서 .325의 평균 타율로 타격 타이틀을 획득하면서 내셔널 리그 최우수 선수였다. 그는 14시즌 동안 내셔널리그 4개 팀에서 타율 0.286, 안타 2,138안타를 기록하며 선수 생활을 마쳤다. 1956년부터 1962년까지 7시즌 동안 그로트는 미래의 명예의 전당 2루수 빌 매저로스키와 팀을 이루어 피레이츠(Pirates)에게 야구 역사상 가장 효율적인 핵심 조합 중 하나를 제공했다. 그는 유격수 경기에서 메이저 리그 역사상 9위(1,877경기), 더블 플레이에서 4위를 기록했다.
그로트는 시그마치 형제회 회원으로 듀크 대학교에 다녔으며, 그곳에서 올 아메리카를 두 번 수상했고, 올해의 서던 컨퍼런스(Southern Conference) 선수로 맥케빈 어워드(McKelvin Award)를 두 번 수상했으며, 자신의 등번호(10번)를 획득한 최초의 농구 선수였다. 학교 역사에서 은퇴했다. 2011년에는 미국 대학 야구 명예의 전당에 헌액되어 대학 농구 및 야구 명예의 전당에 입성한 최초의 인물이 되었다.